# Extra prijs
De extra prijs wordt incidenteel, bij bijzondere gebeurtenissen, toegekend door de Jan Campert-Stichting, buiten het reguliere prijzenbestand van deze stichting om.
In 1982 aanvaardde Jan Wolkers de aan hem toegekende Constantijn Huygens-prijs niet. Het geld werd gebruikt voor de Eenmalige bijzondere prijs van de Jan Campert-stichting, die op 20 januari 1983 werd uitgereikt aan Breyten Breytenbach.

## Laureaten
- 1952: Abel J. Herzberg voor Kroniek der Jodenvervolging
- 1952: Maria Dermoût voor Nog pas gisteren
- 1953: Simon Carmiggelt voor Poespas
- 1953: J.B. Charles voor Volg het spoor terug
- 1956: Maurits Dekker
- 1956: Hendrik de Vries
- 1957: G.H. 's-Gravesande
- 1982: Breyten Breytenbach voor zijn gehele oeuvre